# The City of Your Final Destination
The City of Your Final Destination ist ein US-amerikanisches Drama von James Ivory aus dem Jahr 2009 mit Anthony Hopkins, Laura Linney, Charlotte Gainsbourg, Omar Metwally und Norma Aleandro. Das Drehbuch schrieb Ruth Prawer Jhabvala auf Basis des gleichnamigen Romans von Peter Cameron.
Der Film ist der erste Film von Merchant Ivory Productions ohne Produzent Ismail Merchant und Komponist Richard Robbins.

## Handlung
Der Film handelt von dem Doktoranden Omar Razaghi, der eine Biografie über den obskuren Autor Jules Gund schreiben möchte, der Jahre zuvor gestorben ist. Omar muss nach Uruguay reisen, um die Familie davon zu überzeugen, die Biografie zu autorisieren.
Der größte Teil des Films spielt in einer kleinen Stadt in Uruguay. Zu Beginn ist der Protagonist an der University of Kansas zu sehen. Die Geschichte endet an der New York City Opera.

## Produktion

### Drehorte
Der größte Teil der Dreharbeiten fand auf zwei Ranches im Bezirk Punta Indio in Buenos Aires in Argentina statt. Einige Szenen wurden in Verónica, der Hauptstadt des Bezirks gedreht.

### Soundtrack
- Anthony Roth Costanzo: J'ai perdu mon Eurydice (aus Orfeo ed Euridice, Komponist: Christoph Willibald Gluck)
- Anthony Hopkins: Venetian Medley
- Charlotte Gainsbourg & Ambar Mallman: Dos Palomitas
- Cheryl Studer und Chor: Die lustige Witwe, Zweiter Akt: No. 7 Introduction. Tanz und Vilja-Lied (Komponist: Franz Lehár)
- The Nash Ensemble: Sonata for violin and piano, Intermezzo. Tres lent et calme (Komponist: Francis Poulenc)
- Agustín Pereyra Lucena: Sambaden
- Charlotte Gainsbourg & Ambar Mallmann: Sonatine (Komponist: G. Turk)
- Franz Liszt Chamber Orchestra: Bastien und Bastienne (Komponist: Wolfgang Amadeus Mozart)
- Jorge Drexler: El museo de las distancias rotas
- Jorge Drexler: La bruna del ayer

## Veröffentlichung
Der Film wurde erstmals am 27. November 2006 in New York City gezeigt (im Rahmen der Verleihung der Trophée des Arts des French Institute New York an James Ivory). Im Oktober 2009 erfolgte die offizielle Weltpremiere außer Konkurrenz beim International Rome Film Festival, außerdem nahm The City of Your Final Destination am Tokyo International Film Festival teil. Screen Media veröffentlichte den Film am 16. April 2010 in den Vereinigten Staaten.

## Rezeption

### Kritiken
Beim Review-Aggregator Rotten Tomatoes hat der Film eine Wertung von 39 %, basierend auf 56 Bewertungen und eine Durchschnittsbewertung von 5.3/10. Die Website urteilt: „Eine herausragende Besetzung kann diese bleierne Adaption nicht verbessern, die zwar genauso schön ist wie alles, was Regisseur James Ivory zuvor gemacht hat, aber staubig und trocken wirkt.“ Bei Metacritic erreicht der Film basierend auf 19 Kritiken 52 von 100 Punkten und erhielt somit „gemischte oder durchschnittliche Bewertungen“.

### Kontroverse
Anfang 2007 gab Anthony Hopkins an, für den Film nicht bezahlt worden zu sein und dass Merchant Ivory die Besetzung und die Crew kurzfristig geändert habe. Merchant Ivory entgegnete, dass Hopkins Gage für den Film kürzlich neu ausgehandelt worden sei. Später reichte der Schauspieler beim Gericht Unterlagen ein, um das Unternehmen zu einem Schiedsverfahren zu bringen. Im Oktober 2007 verklagte Hopkins schließlich Merchant Ivory, um die Zahlung von 750.000 US-Dollar zu erwirken.
2008 reichte Schauspielerin und Sängerin Susan Malick ebenfalls Klage gegen Merchant Ivory und James Ivory ein, um im Credit aufgeführt zu werden und einen Kredit über eine halbe Million US-Dollar zurückzuerhalten, der zur Finanzierung des Films genutzt wurde. 2012 wurde die Angelegenheit schließlich außergerichtlich beigelegt.